# Balim Sultan
Balim Sultan (né en 1457 dans la ville de Didymotique et mort en 1517) est la plus grande personnalité de l'Ordre Bektachi après Haci Bektas Veli. Il est considéré comme le "Deuxième Pir".